# Fort Totten
Fort Totten és una concentració de població designada pel cens dels Estats Units a l'estat de Dakota del Nord. Segons el cens del 2000 tenia 952 habitants.

## Demografia
Segons el cens del 2000, Fort Totten tenia 952 habitants, 230 habitatges, i 200 famílies. La densitat de població era de 47,9 hab./km².
Dels 230 habitatges en un 54,8% hi vivien nens de menys de 18 anys, en un 28,7% hi vivien parelles casades, en un 43,9% dones solteres, i en un 13% no eren unitats familiars. En el 10,4% dels habitatges hi vivien persones soles el 3,9% de les quals corresponia a persones de 65 anys o més que vivien soles. El nombre mitjà de persones vivint en cada habitatge era de 4,14 i el nombre mitjà de persones que vivien en cada família era de 4,23.
Per edats la població es repartia de la següent manera: un 49,4% tenia menys de 18 anys, un 11,8% entre 18 i 24, un 23,8% entre 25 i 44, un 12,1% de 45 a 60 i un 2,9% 65 anys o més.
L'edat mediana era de 18 anys. Per cada 100 dones de 18 o més anys hi havia 89,8 homes.
La renda mediana per habitatge era de 15.395 $ i la renda mediana per família de 15.774 $. Els homes tenien una renda mediana de 20.179 $ mentre que les dones 19.063 $. La renda per capita de la població era de 5.165 $. Entorn del 51,2% de les famílies i el 53% de la població estaven per davall del llindar de pobresa.

## Poblacions més properes
El següent diagrama mostra les poblacions més properes.